# Pfaffien
En mathématiques, le pfaffien, ou le déterminant pfaffien, qui tire son nom du mathématicien allemand Johann Pfaff, est un scalaire qui intervient dans l'étude des matrices antisymétriques. Il s'exprime de façon polynomiale à l'aide des coefficients de la matrice. Ce polynôme est nul si la matrice est de taille impaire ; il ne présente d'intérêt que dans le cas des matrices antisymétriques de taille {\displaystyle 2n\times 2n}, son degré est alors {\displaystyle n}. Le pfaffien d'une matrice {\displaystyle A} est noté {\displaystyle \mathrm {Pf} \left(A\right)}.
Le pfaffien est relié au déterminant. En effet, le déterminant d'une telle matrice peut toujours être exprimé comme un carré parfait, et en fait le carré du pfaffien. Explicitement, pour une matrice antisymétrique {\displaystyle A} de taille {\displaystyle 2n\times 2n}, on a
{\displaystyle {\text{Pf}}(A)^{2}={\text{det}}(A)}

## Histoire
Le terme « pfaffien » fut introduit par Arthur Cayley, qui l'utilisa en 1852 : « Les permutants de cette classe (par leur lien avec les recherches de Pfaff sur les équations différentielles) je les appellerai pfaffiens » . Le mathématicien allemand à qui il fait référence est Johann Friedrich Pfaff.
C'est en 1882 que Thomas Muir prouve le lien entre pfaffien et déterminant d'une matrice antisymétrique. Il publie ce résultat dans son traité sur les déterminants.

## Définition formelle
Soit {\displaystyle A=\{a_{i,j}\}} une matrice antisymétrique {\displaystyle 2n\times 2n}. Le pfaffien de {\displaystyle A} est défini par :
{\displaystyle \mathrm {Pf} (A)={\frac {1}{2^{n}n!}}\sum _{\sigma \in S_{2n}}\mathrm {sgn} (\sigma )\prod _{i=1}^{n}a_{\sigma (2i-1),\sigma (2i)}}
où {\displaystyle S_{2n}} est le groupe symétrique et {\displaystyle sgn(\sigma )} est la signature de {\displaystyle \sigma }.

### Simplification
Cette définition peut être simplifiée en utilisant l'antisymétrie de la matrice, ce qui évite d'additionner toutes les permutations possibles.
Soit {\displaystyle \Pi } l'ensemble de toutes les partitions de {1, 2, …, 2n} en paires, indépendamment de l'ordre. Il y en a (2n − 1)!!. Un élément α ∈ {\displaystyle \Pi } peut être écrit sous la forme :
{\displaystyle \alpha =\{(i_{1},j_{1}),(i_{2},j_{2}),\cdots ,(i_{n},j_{n})\}}
avec {\displaystyle i_{k}<j_{k}} et {\displaystyle i_{1}<i_{2}<\cdots <i_{n}}. Soit
{\displaystyle \pi _{\alpha }={\begin{bmatrix}1&2&3&4&\cdots &2n\\i_{1}&j_{1}&i_{2}&j_{2}&\cdots &j_{n}\end{bmatrix}}}
la permutation correspondante. π ne dépend que de α. Étant donné une partition α, on peut définir :
{\displaystyle A_{\alpha }=\operatorname {sgn} (\pi _{\alpha })a_{i_{1},j_{1}}a_{i_{2},j_{2}}\cdots a_{i_{n},j_{n}}.}
Le pfaffien de A est alors :
{\displaystyle \operatorname {Pf} (A)=\sum _{\alpha \in \Pi }A_{\alpha }.}
Le pfaffien d'une matrice antisymétrique n×n pour n impair est défini nul.

### Définition alternative
On peut associer, à toute matrice antisymétrique {\displaystyle A=\{a_{ij}\}_{1\leq i,j\leq 2n}}, un bivecteur :
{\displaystyle \omega =\sum _{i<j}a_{ij}\;e^{i}\wedge e^{j}.}
où {e1, e2, …, e2n} est la base canonique de R2n. Le Pfaffien est alors défini par la relation :
{\displaystyle {\frac {1}{n!}}\omega ^{n}={\mbox{Pf}}(A)\;e^{1}\wedge e^{2}\wedge \cdots \wedge e^{2n},}
Ici, ωn dénote le produit extérieur de n copies de ω avec lui-même. Le pfaffien apparaît donc comme le coefficient de colinéarité entre  ωn et la forme volume de  R2n.

## Exemples
{\displaystyle {\mbox{Pf}}{\begin{pmatrix}0&a\\-a&0\end{pmatrix}}=a.}
{\displaystyle {\mbox{Pf}}{\begin{pmatrix}0&a&b&c\\-a&0&d&e\\-b&-d&0&f\\-c&-e&-f&0\end{pmatrix}}=af-be+dc.}
{\displaystyle {\mbox{Pf}}{\begin{pmatrix}0&a_{1}&0&0\\-a_{1}&0&b_{1}&0\\0&-b_{1}&0&a_{2}\\0&0&-a_{2}&\ddots &\ddots \\&&&\ddots &\ddots &b_{n-1}\\&&&&-b_{n-1}&0&a_{n}\\&&&&&-a_{n}&0\end{pmatrix}}=a_{1}a_{2}\cdots a_{n}.}

## Identités remarquables

### Identités générales
Pour une matrice {\displaystyle A} antisymétrique 2n × 2n, et une matrice arbitraire 2n × 2n notée {\displaystyle B},
- {\displaystyle {\mbox{Pf}}(A)^{2}=\det(A)} (lemme de Muir)
- {\displaystyle {\mbox{Pf}}(BAB^{T})=\det(B){\mbox{Pf}}(A)}
- {\displaystyle {\mbox{Pf}}(\lambda A)=\lambda ^{n}{\mbox{Pf}}(A)}
- {\displaystyle {\mbox{Pf}}(A^{T})=(-1)^{n}{\mbox{Pf}}(A)}

### Matrices diagonales par blocs
Le pfaffien d'une matrice antisymétrique diagonale par blocs de la forme
{\displaystyle A_{1}\oplus A_{2}={\begin{pmatrix}A_{1}&0\\0&A_{2}\end{pmatrix}}}
est le produit des pfaffiens des blocs
{\displaystyle {\text{Pf}}(A_{1}\oplus A_{2})={\text{Pf}}(A_{1})\,{\text{Pf}}(A_{2})}.
Cela se généralise par récurrence à plus de deux blocs.

### Matrice carrée quelconque
{\displaystyle {\mbox{Pf}}{\begin{pmatrix}0&M\\-M^{T}&0\end{pmatrix}}=(-1)^{n(n-1)/2}\det M}.

## Applications
- Le pfaffien est un polynôme en les coefficients d'une matrice antisymétrique, invariant par transformation orthogonale. Il apparaît dans la théorie des classes caractéristiques et peut être utilisé pour définir la classe d'Euler d'une variété riemannienne, utilisée dans le théorème généralisé de Gauss-Bonnet.
- On utilise le pfaffien en physique pour calculer la fonction de partition des modèles d'Ising[2]. On l'utilise depuis peu pour établir des algorithmes plus efficaces pour résoudre certains problèmes en physique quantique[réf. nécessaire].